# Liste des partis politiques en Pologne

## Partis politiques contemporains

### Partis représentés à la Diète, au Sénat et au Parlement européen
| Parti               | Parti                                        | Parti                        | Idéologie                 | Diète       | Sénat       | Parlement européen | Positionnement          |
| Droite unie         | Droite unie                                  | Droite unie                  | Droite unie               | Droite unie | Droite unie | Droite unie        | Droite unie             |
| ------------------- | -------------------------------------------- | ---------------------------- | ------------------------- | ----------- | ----------- | ------------------ | ----------------------- |
|                     | Droit et justice (PiS)                       | Prawo i Spraw                | National-conservatisme    | 181 / 460   | 30 / 100    | 20 / 53            | Droite à extrême droite |
| Coalition civique   |                                              |                              |                           |             |             |                    |                         |
|                     | Plate-forme civique (PO)                     | Platforma Obywatelska        | Libéral-conservatisme     | 125 / 460   | 36 / 100    | 17 / 53            | Centre à centre droit   |
|                     | .Moderne (.N)                                | .Nowoczesna                  | Néolibéralisme            | 9 / 460     | 0 / 100     | 0 / 53             | Centre                  |
|                     | Les Verts                                    | Zieloni                      | Écologie politique        | 3 / 460     | 0 / 100     | 0 / 53             | Centre gauche à gauche  |
|                     | Initiative polonaise                         | Inicjatywa Polska            | Progressisme              | 2 / 460     | 0 / 100     | 1 / 53             | Centre gauche           |
| Troisième voie      |                                              |                              |                           |             |             |                    |                         |
|                     | Pologne 2050 (PL2050)                        | Polska 2050                  | Démocratie chrétienne     | 32 / 460    | 5 / 100     | 1 / 53             | Centre à centre droit   |
|                     | Parti paysan polonais (PSL)                  | Polskie Stronnictwo Ludowe   | Agrarisme                 | 28 / 460    | 4 / 100     | 2 / 53             | Centre à centre droit   |
|                     | Union des démocrates européens (UED)         | Unia Europejskich Demokratów | Social-libéralisme        | 0 / 460     | 1 / 100     | 0 / 53             | Centre à centre gauche  |
| La Gauche           |                                              |                              |                           |             |             |                    |                         |
|                     | Nouvelle Gauche (NL)                         | Nowa Lewica                  | Social-démocratie         | 18 / 460    | 5 / 100     | 3 / 53             | Centre gauche           |
|                     | Parti socialiste polonais (PPS)              | Polska Partia Socjalistyczna | Socialisme                | 0 / 460     | 1 / 100     | 0 / 53             | Gauche                  |
|                     | Union du travail (UP)                        | Unia Pracy                   | Social-démocratie         | 0 / 460     | 1 / 100     | 0 / 53             | Centre gauche           |
| Confédération       |                                              |                              |                           |             |             |                    |                         |
|                     | Nouvel espoir (NN)                           | Nowa nadzieja                | Populisme de droite       | 8 / 460     | 0 / 100     | 3 / 53             | Droite à extrême droite |
|                     | Mouvement national (RN)                      | Ruch Narodowy                | Ultranationalisme         | 7 / 460     | 0 / 100     | 2 / 53             | Extrême droite          |
|                     | Confédération de la couronne polonaise (KKP) | Konfederacja Korony Polskiej | Monarchisme               | 3 / 460     | 0 / 100     | 1 / 53             | Extrême droite          |
| Parti ensemble      |                                              |                              |                           |             |             |                    |                         |
|                     | Parti ensemble (Razem)                       | Partia Razem                 | Socialisme démocratique   | 5 / 460     | 0 / 100     | 0 / 53             | Centre gauche à gauche  |
| Républicains libres |                                              |                              |                           |             |             |                    |                         |
|                     | Kukiz'15                                     |                              | Droite anti-establishment | 3 / 460     | 0 / 100     | 0 / 53             | Centre droit à droite   |

### Autres partis non représentés actuellement aux parlements
| Parti                                          | Parti                               | Idéologie                         |
| ---------------------------------------------- | ----------------------------------- | --------------------------------- |
| Mouvement Palikot                              |                                     |                                   |
| Alliance polonaise                             | Porozumienie Polskie                | National catholicisme             |
| Autodéfense de la république de Pologne (SRP)  | Samoobrona Rzeczpospolitej Polskiej | Populiste, socialiste-chrétien    |
| Ligue des familles polonaises (LPR)            | Liga Polskich Rodzin                | Nationalisme                      |
| Mouvement national-catholique                  | Ruch Katolicko-Narodowy             | Nationalisme                      |
| Mouvement pour la reconstruction de la Pologne | Ruch Odbudowy Polski                | Euroscepticisme                   |
| Mouvement pour l'autonomie de la Silésie       | Ruch Autonomii Śląska               | Autonomisme silésien              |
| Parti démocratique (SD)                        | Stronnictwo Demokratyczne           | Social-libéralisme                |
| Parti démocrate - demokraci.pl (PD)            | Partia demokratyczna - Demokracy.pl | Social-libéral, Chrétien-social   |
| Parti pirate polonais                          | Strona Partii Piratow               | respect de la vie privée          |
| Parti polonais du travail (PPP)                | Polska Partia Pracy                 |                                   |
| Parti socialiste polonais                      | Polska Partia Socjalistyczna        | Socialisme                        |
| Renaissance nationale de la Pologne (NOP)      | Narodowe Odrodzenie Polski          | Néofascisme                       |
| Union de la politique réelle (UPR)             | Unia Polityki Realnej               | Libéral-conservateur, monarchiste |

## Partis dissous

### Depuis 1989
| Parti                         | Parti                 | Idéologie                        | Dates     | Remarque                                      |
| ----------------------------- | --------------------- | -------------------------------- | --------- | --------------------------------------------- |
| Parti du centre               | Partia Centrum        | Conservateur modéré              | 2004-2008 |                                               |
| Raison de la gauche polonaise | RACJA Polskiej Lewicy | Social-démocrate et anticlérical |           | Intégré à Twój Ruch                           |
| Union démocratique (UD)       | Unia Demokratyczna    | Centrisme                        | 1991-1994 | aujourd'hui le Parti démocrate - demokraci.pl |
| Union pour la liberté (UW)    | Unia Wolności         | Libéralisme                      | 1994-2005 | devenu Parti démocrate - demokraci.pl         |

### République populaire
| Parti | Parti                                | Parti                                | Idéologie               | Diète (1989) | Remarques                                   | Positionnement |
| ----- | ------------------------------------ | ------------------------------------ | ----------------------- | ------------ | ------------------------------------------- | -------------- |
|       | Parti ouvrier unifié polonais (PZPR) | Polska Zjednoczona Partia Robotnicza | Marxisme-léninisme      | 173 / 460    | Rôle dirigeant inscrit dans la Constitution | Extrême gauche |
|       | Parti paysan unifié (ZSL)            | Zjednoczone Stronnictwo Ludowe       | Socialisme agraire      | 76 / 460     | Paysans                                     | Gauche         |
|       | Parti démocratique (SD)              | Stronnictwo Demokratyczne            | Socialisme démocratique | 27 / 460     | Artisans et intellectuels non marxistes     | Gauche         |

- partis clandestins: voir, en anglais : Underground political organization in Poland 1945-1989

### 1945-1948
voir, en anglais : Official political parties in Poland 1945-1948

### Deuxième République
voir, en anglais : Political parties in the Second Polish Republic 1918 - 1939 et, en polonais : Partie II Rzeczypospolitej

#### Partis des minorités nationales
- Bloc des minorités nationales

##### Partis allemands
- Parti jeune-allemand en Pologne (de)
- Parti social-démocrate allemand en Pologne (en), DSDP
- Parti socialiste travailliste allemand en Pologne (pl), (DSAP), fusion du DSDP et du DAP
- Parti socialiste travailliste allemand en Pologne - Gauche (en)), scission du DSAP
- Parti travailliste allemand (DAP)

##### Parti biélorusse
- Union des paysans et des travailleurs biélorusses (en)

##### Partis juifs
- Agoudat Israel
- Bund (Union générale des travailleurs juifs)
- Folkspartei
- Frajhajt (pl)
- Histadrout
- Poale Zion

##### Partis ukrainiens
Article général (en polonais) (pl)
- Front Jedności Narodowej (pl)
- Ukraińska Katolicka Partia Ludowa (pl)
- Ukraińska Partia Socjalistyczno-Radykalna (UPSR)
- Ukraińska Socjaldemokratyczna Partia Robotnicza (USPR)
- Ukraińskie Włościańsko-Robotnicze Zjednoczenie Socjalistyczne (pl)
- Ukraińskie Zjednoczenie Narodowo-Demokratyczne (Ukraińskie Zjednoczenie Narodowo-Demokratyczne)
- Wołyńskie Zjednoczenie Ukraińskie (Wołyńskie Zjednoczenie Ukraińskie (pl))

### Partis dans la Pologne démembrée
- Parti national-démocrate
- Parti socialiste polonais
- Social-démocratie du royaume de Pologne et de Lituanie